# Upanishaderna
Upanishaderna är i den indiska litteraturen en särskild klass filosofisk-religiösa skrifter, delvis av jämförelsevis ringa omfång, som var bestämda att utgöra grundval för vedastudiet i de senare levnadsstadierna (Vapen- och samnyasinstadierna) hos den rättrogne hindun. Ordet upanishad (av sanskrit upa-ni-sad-, "sitta ned som lärjunge") betyder i överförd bemärkelse undervisning eller invigning i de högsta hemligheterna, mysterieinvigning, hemlig vetenskap, lära.
Upanishaderna innehåller de tidigaste spåren av filosofiskt tänkande i Indien, om man undantar vissa (mera mytiskt färgade) stycken i Brahmana. Även om de inte är i systematisk form, bildar de utgångspunkten för de flesta senare filosofiska och religiösa system i Indien. I främsta rummet bildar de grundvalen för det senare Vedantasystemet. De har även haft inflytande på den persiska, nyplatonska och kristna mystiken, liksom i modern tid på åtskilliga företrädesvis tyska filosofer, till exempel Schopenhauer.
Inemot 300 upanishader är kända, vilka merendels anges såsom tillhörande bestämda vedasamlingar och i och med detsamma bestämda indiska skolor. Men till innehåll och språkform hänför de sig till vitt skilda tider. De 11 äldsta tillhör säkerligen tiden före jainismens och buddhismens framträdande liksom före de äldsta filosofiska systemen Samkhya och Vedanta. De torde alltså - i muntlig tradition - ha levt redan på 600-talet f.Kr.-500-talet f.Kr. De äldsta är
1. Brhad-aranyaka-upanishad (hörande till Yajurveda);
2. Chandogya-upanishad (till Samaveda);
3. Taittiriya-upanishad (till Yajurveda);
4. Aitareya-upanishad,
5. Kausitaki-upanishad (till Rigveda).

De företer samma språkform som Brahmana (och Aryanyaka), av vilka de delvis utgör fortsättningar. Den näst äldsta gruppen bildar följande (mest i metrisk form avfattade):
1. Kena-upanishad (eller Talavakara-),
2. Katha-upanishad (eller Kathaka-),
3. Ishopanishad,
4. Svetsvatara-upanishad,
5. Mundaka-upanishad, och
6. Mahanaragana-upanishad

Dessa senare upanishader är i fråga om vilka sammanhanget med bestämda indiska skolor är osäkrare. Det stora flertalet upanishader, mest utgivande sig som hörande till Atharvaveda, är mestadels rätt unga och har sin upprinnelse i de talrika sekteriska filosofisk-teosofiska samfund, som tid efter annan uppstod i Indien. De äldre upanishaderna, som utgör avslutningen på vedalitteraturen, bildar det äldre Vedanta till skillnad från det yngre filosofiska Vedantasystemet (Badarayana med flera), som dock är byggt på den i upanishaderna framträdande panteistiska åskådningen.
Innehållet i upanishaderna är egentligen en helt ny religionsåskådning i motsats till den indiska polyteismen och den minutiösa offervetenskap och ritualistik, som i anslutning därtill skapats. Offerritualet fick sin starka utbildning i Sutratexterna. Upanishaderna representerar den vidare utformningen av de element, strödda och osammanhängande, som finns inströdda i Brahmanatexterna.
I mer eller mindre fragmentariska utredningar, ofta i dialogform, lär upanishaderna, att all verksamhets syfte är befrielse från världen (moksha) och förening med gudomen tänkt som världssjäl (brahman). Offren är därför utan avgörande betydelse; endast den fulla och rena insikten (vidya) är viktig för moksha. Upanishadernas huvudämne är frågan om världssjälens natur och dennas identifiering med individualsjälen (atman); insikter om identiteten mellan atman och brahman är insikten om världsalltets innersta gudomliga väsen, där brahman är den kosmiska, atman den psykiska principen. Det individuella självet är identiskt med världssjälen (tat tvam asi, aham brahmasmi, "detta är du, jag är brahman"). Allväsendet är ändå outgrundligt, och alla försök att komma det närmare måste inskränka sig till växlande bilder och negationer.
Om upanishadfilosofin i grund och botten står i strid med prästkastens offersymbolik, har man dock att antaga, att den icke var främmande för enstaka lärare i densamma; den utvecklade sig från ett fritänkeri till en erkänd filosofisk ortodoxi. Det har emellertid antagits, att upanishadfilosofins upprinnelse vore att söka inom andra kretsar, främst kshatriya (krigarkasten) som en direkt reaktion mot brahminkastens anspråk. Upanishaderna blev senare i alla händelser erkänd som ett led i en brahmans studiegång (som vanaprastha och samnyasin). Upanishaderna har kommenterats av Vedantafilosofen Adi Shankara (omkring 800 e.Kr.).